# Minignan (département)
Le département de Minignan est un département de Côte d'Ivoire. 